# Tobias Schmidt (Synchronsprecher)
Tobias R. Schmidt (auch Tobias Schmitz; * 16. Juli 1983 in Hamburg) ist ein deutscher Synchron- und Hörspielsprecher.

## Karriere
Er ist vor allem als Synchronstimme von Kendall Schmidt in der Nickelodeon-Serie Big Time Rush, von Luke Ford in McLeods Töchter, von Ōji Karasumavon in School Rumble und von Duo Maxwell in Gundam Wing zu hören. Darüber hinaus hatte er Hauptrollen in den Kinder- und Jugend-Hörspielreihen Ein Fall für dich und das Tiger-Team sowie Die Knickerbocker-Bande inne – in letzterer neben Stephanie Damare und Tobias Pippig, welche wie er später an den deutschen Synchronfassungen der Anime Naruto und Naruto Shippuden mitwirkten.
Er lebt in Berlin.

## Sprechrollen (Auswahl)
Chadwick Boseman
- 2016: als T’Challa/Black Panther in The First Avenger: Civil War
- 2018: als T’Challa/Black Panther in Black Panther
- 2018: als T’Challa/Black Panther in Avengers: Infinity War
- 2019: als T’Challa/Black Panther in Avengers: Endgame
- 2020: als Andre Davis in 21 Bridges
- 2020: als Norman Holloway in Da 5 Bloods
- 2020: als Levee Green in Ma Rainey’s Black Bottom
- 2021: als T’Challa/Star Lord in What If…?

### Hörspiele
- 2002/2003: 4 1/2 Freunde (4 Folgen), als Friedhelm, Regie: Thomas Karallus[2]
- 2005–2012: Thomas & seine Freunde, als James
- 2008: Die drei ??? Folge 123 Fußballfieber, als Emiliano, Regie: Heikedine Körting
- Seit 2009: Die drei !!! als Stefan Winkler

### Filme
- 2000: Hayden Christensen als Orin Krieg in Wenn Mutterliebe zur Hölle wird
- 2006: O.T. Fagbenle als Chris Murphy in Miss Marple – Lauter reizende alte Damen
- 2006: Deon Richmond als Marcus in Hatchet
- 2007: Louis Garrel als Ismaël in Chanson der Liebe
- 2009: David Druid als Tony Scala in Verdammnis
- 2009: Theo Rossi als Carlos in Kill Theory
- 2016: Omari Newton als Sheriff in Die Weihnachtsstory
- 2017: Lil Rel Howery als Rod Williams in Get Out
- 2017: Ray Fisher als Victor Stone / Cyborg in Justice League
- 2017: Peyton Manning als Guapo in Ferdinand – Geht STIERisch ab!
- 2018: Rotimi als Frank in Acts of Violence
- 2018: John David Washington als Ron Stallworth in BlacKkKlansman
- 2019: Sam Richardson als Officer Sacks in Good Boys
- 2019: Fukushi Ochiai als Masamichi Nakamura in Her Blue Sky
- 2020: Questlove als Curley in Soul
- 2020: Artt Butler als Bill in Die bunte Seite des Monds
- 2021: Eric André als Dr. Mark Bowman in Die Mitchells gegen die Maschinen
- 2022: Lamine Cissokho als Alex in Ein Triumph
- 2023: Daveed Diggs als Sebastian in Arielle, die Meerjungfrau

### Serien
- ab 2006: als Chōji Akimichi in Naruto
- 2007: Craig Horner als Ash Dove in H2O – Plötzlich Meerjungfrau
- 2009–2013: Kendall Schmidt als Kendall Knight in Big Time Rush
- 2009–2013: Mike Henry als Rallo Tubbs in The Cleveland Show
- seit 2010: als James in Thomas und seine Freunde
- seit 2010: als Walter Manetti in Angelo!
- seit 2011: Ken’ichi Suzumura als Lavi in D.Gray-man
- seit 2011: H. Jon Benjamin als Ms. LaBonz in Bob’s Burgers
- 2012: Keiynan Lonsdale als Ollie Lloyd in Dance Academy – Tanz deinen Traum!
- 2014: Lorenzo Richelmy als Marco Polo in Marco Polo
- 2015–2022: als Nwabudike „Bud“ Bergstein in Grace and Frankie
- 2015–2020: Rob Brown als Special Agent Edgar Reade in Blindspot
- 2016–2017: Corey Hawkins als Eric Carter in 24: Legacy
- 2016–2018: Franz Drameh in Legends of Tomorrow als Jefferson „Jax“ / Firestorm Jackson
- 2017–2025: The Handmaid’s Tale – Der Report der Magd als Luke Bankole für O. T. Fagbenle
- 2017–2021: Adetokumboh M’Cormack als Isaac in Castlevania
- seit 2017: Boruto: Naruto Next Generations als Chouji Akimichi für Kentarou Itou
- 2020–2022: Snowpiercer als Andre Layton für Daveed Diggs

### Videospiele (Auswahl)
- seit 2014: Ansager für League of Legends Champion Spotlights
- 2017: Rakan, der Publikumsliebling aus League of Legends

- 2025: Assassin’s Creed Shadows, als Yasuke und Diogo